# Valdir Lima
Valdir Lima Alves (Rio Grande, 9 de abril de 1953) é um ex-futebolista brasileiro que atuava como meio-campista. Valdir foi campeão brasileiro pelo Internacional de Porto Alegre em 1979.

## Carreira
Começou a carreira no clube de sua cidade natal, o Sport Club São Paulo, em 1969. Em 1975, passou a jogar no Clube Esportivo Bento Gonçalves e em 1977, foi jogar no Goiás Esporte Clube. Antes de retornar ao S. C. São Paulo, em 1979 e onde virou ídolo, jogou no Associação Atlética Anapolina.
Com um ótimo time no gauchão de 1979, quando o São Paulo venceu três vezes o Internacional e ficou na quarta colocação, Ênio Andrade, que era o técnico do time colorado, pediu a contratação de Valdir para o campeonato brasileiro. Num primeiro momento o São Paulo emprestou o jogador para o Inter, mas com as suas atuações no brasileirão, o colorado comprou o seu passe. No Internacional de Porto Alegre, aos 26 anos de idade, conquistou o seu maior título, que foi o campeonato de 1979. No primeiro jogo da decisão, contra o Vasco da Gama (no Maracanã), é seu o lançamento para o primeiro gol do jogo.
Valdir aposentou-se no Football Club Riograndense em 1988, mas antes de pendurar a chuteira, jogou no America carioca (1980-1981), Internacional de Limeira (1981), Náutico Futebol Clube (1981), Coritiba Foot Ball Club (1982) e no Sport Club Rio Grande (1982 e 1985-1986).

## Títulos

### Sport Club Internacional
- Campeão brasileiro de 1979[5]